# It’s All Too Much
Az It's All Too Much a The Beatles együttes 1967-ban rögzített dala, ami az 1969-es Yellow Submarine albumon jelent meg. George Harrison írta.
A dal Harrison LSD és meditációs tapasztalatai alapján írta. A művet akkori feleségének, Pattie Boyd-nak címezte, akire a dalszövegben utalás is történik ("with your long blond hair and your eyes of blue"). Ezt a sort a Merseys együttes 1966-os Sorrow című slágeréből való. Valamint a dallam végén egy trombitarészlet hallható Jeremiah Clarke Prince of Denmark's March művéből.
A dalt 1967. május 25-én és 26-án rögzítették a londoni De Lane Lea stúdióban. (ekkor még Too Much munkacímmel) George Martin ezeken a felvételi napokon nem volt jelen, így az együttes végezte a produceri munkát. A megszokott hangszerek mellett Harrison orgonán játszik, valamint négy trombita és egy basszusklarinét is közreműködött. A dalt június 2-án újra rögzítették. Az eredeti mesterszalagon 25 perces lett a felvétel, melyet 8 perc 9 másodpercre rövidítettek le. Ennek a változatnak az utolsó részében John Lennon és Paul McCartney ismételgeti a "too much" szót, majdez tuba végül Kuba szónak hangzik. Ezt a felvételt végül a film kedvéért tovább rövidítették le. A dal eredetileg már a Magical Mystery Tour albumon megjelent volna, de az együttes többi tagja elvetette az ötletet.

## Közreműködött
Ian MacDonald állítása szerint:

### The Beatles
- George Harrison – duplázott ének, szólógitár, Hammond-orgona
- Paul McCartney – vokál, basszusgitár
- John Lennon – vokál, szólógitár
- Ringo Starr – dob, csörgődob

### További közreműködő
- David Manson (és további három zenész) – trombita
- Paul Harvey – basszusklarinét

## Fordítás
Ez a szócikk részben vagy egészben  az   It's All Too Much című angol Wikipédia-szócikk fordításán alapul.  Az eredeti cikk szerkesztőit annak laptörténete sorolja fel. Ez a jelzés csupán a megfogalmazás eredetét és a szerzői jogokat jelzi, nem szolgál a cikkben szereplő információk forrásmegjelöléseként.

## Jegyzet
1. ↑  The Beatles – It’s All Too Much | MOJO. web.archive.org, 2013. szeptember 29. [2013. szeptember 29-i dátummal az eredetiből archiválva]. (Hozzáférés: 2025. február 5.)
2. ↑  Ian MacDonald. A fejek forradalma. Helikon Kiadó, 323–324. o. (2015)
3. ↑  Bánosi György, Tihanyi Ernő. Beatles zenei kalauz, 50. o. (1999)
4. ↑  „It's All Too Much - The Beatles | AllMusic” (angol nyelven). (Hozzáférés: 2025. február 5.)
5. ↑  Marsi József. Beatles kódex, 119. o. (2022)
6. ↑  Bánosi György, Tihanyi Ernő. Beatles zenei kalauz, 50–51. o. (1999)
7. ↑  It's All Too Much | The Beatles. www.thebeatles.com. (Hozzáférés: 2025. február 5.)
8. ↑  Ian MacDonald. A fejek forradalma, 323. o. (2015)